# Раша Папеш
Радислав Раша Папеш (Београд, 1947) српски је књижевник, сатиричар и афористичар.

## Биографија
Пише кратке приче и афоризме а објављује у многим часописима и магазинима као што су Нин, Ошишани јеж, Експрес Политика, Политика, Вечерње Новости, Данга и Независна Светлост. Његова дела су објављивана у 70 домаћих и страних антологија сатире. Превођен је на енглески, немачки, пољски, руски, румунски, бугарски и македонски.
Живи и ради у Крагујевцу као стоматолог.

## Награде и признања
Освојио је Јежеву награду за афоризам 1981. године. На фестивалу у Вогошћу добитник је специјалне награде за црни афоризам 1988. и наредне године. Прву књигу афоризама објавио је тек 1997. године која је наредне године била награђена за најбољу књигу афоризама наградом Радоје Домановић. Награду Радио Београд за афоризам добио је 1989. и 2003. године. На фестивалу хумора у Сарајеву 1991. године освојио је треће место за афоризам.
Награду Радоје Домановић за најбољу сатиричну прозу добио је 1995. године а за најбољу књигу афоризама, Маске Ликују, добио је 1998. године. У Крушевцу добитник је Златне Кациге за афоризам 1994. и за сатиричну причу 2000. и 2003. године. После много година стрпљивог и вредног рада коначно објављује књигу кратких прича Кинеска Креда, у којој се налази награђивана сатирична проза,  а наредне године књигу афоризама Фундаментално Дно. Културно-просветна заједница Србије доделила му је Златну Значку за несебичан рад и ширење културе 2007. године.
Поводом дана компаније Новости а. д. и 55 година Вечерњих новости добио је награду Јован Хаџи Костић у Београду 16. октобра 2008. године. 7. децембра 2010. у Београду уручена му је награда Радоје Домановић по трећи пут, за најбољу књигу афоризама 2009. године Фундаментално дно. На деветом међународном Сатира фесту 2011. добио је признање за најбољу кратку причу Последњи Воз, 6. октобра, на дан обележавања осамдесет година од рођења Владимира Булатовића Виба.

Признање за укупан допринос српској сатири припало му је на Сатира Фесту 2020. Четврти пут добија Награду Радоје Домановић за укупан допринос српској књижевној сатири 2023. године. 

## Дела

### Антологије
- Ломљење Безкичмењака (афоризми, Пожега 1988. )
- Печат Времена (афоризми, Крагујевац 1988. )
- Непослушни Бумеранг (афоризми, Београд 1989. )
- Ослушкивање тишине (сатиричне приче, Београд 1989. )
- Откуцаји пешчног сата (приче, Београд 1990. )
- Епрувето, срећан ти 8. март - YU графити (графити, Београд 1990. )
- (афоризми, Аустрија, Салцбург 1994. )
- Престоница смеха (сатира, Крушевац 1996. )
- Вештина намигивања месецу (приче, Београд 1996. )
- Чувари озона (приче, Београд 1997. )
- Ко је ко у нашем хумору, сатири и карикатури (хумор и сатира, Београд 1998. )
- Без маске (сатира, Црна Гора, Никшић 1999. )
- Укрштене мисли (афоризми, Београд 2000. )
- Враг и шала - Пола столећа српског афоризма (афоризми, Београд 2000. )
- (афоризми, Нови Београд 2001. )
- Графити и афоризми (афоризми, Београд 2001. )
- Најкраће приче 2002 (приче, Београд 2002. )
- I конкурс за сатирични и несатирични афоризам (афоризми, Београд 2002. )
- Ко је оклеветао Диса? (сатирилне приче, Београд 2002. )
- Афоризам и афористичари - књиге 1, 3, 4, 6, 7 и 8 (афоризми, Београд 2002 – 2007. )
- Најкраће приче 2003 (приче, Београд 2003. )
- У причи и около (приче, Београд 2003. )
- Черт и Шутка - полвека сербского афоризма (афоризми Русија, Москва 2003. )
- Антологија чивијашког хумора и сатире (сатира, Шабац 2003. )
- Граматика у бермудама 2 (сатира, Београд 2003. )
- Страдија данас (сатира, Београд 2003. )
- Антологија афоризма 1 и 2 (афоризми, Београд 2004. )
- Најкраће приче 2004 (приче, Београд 2004. )
- Сатиричне приче 2003 (сатиричне приче, Београд 2004. )
- Доња страна приче (приче, Београд 2004. )
- А онда је Нојеву барку пресрела нуклеарна подморница - београдски графити 2 (графити, Београд 2004. )
- (сатира, Бугарска, Софија 2004. )
- Ненаручене приче - легендарни крагујевчани у анегдотама (анегдоте, Крагујевац 2004. )
- Најкраће приче 2005 (приче, Београд 2005. )
- Врата моје приче (приче, Београд 2005. )
- Српско тајно оружје (антиратни афоризми и карикатуре, Београд 2005. )
- Најкраће приче 2006 (приче, Београд 2006. )
- И после приче прича (приче, Београд 2006. )
- Алиса у земљи прича (приче, Београд 2006. )
- Случајни узрок (афоризми, Београд 2006. )
- Најкраће приче 2007 (приче, Београд 2007. )
- Једностране приче (приче, Београд 2007. )
- Антологија српске сатире (сатира, Београд 2007. )
- Мала антологија српске сатире (сатира, Београд 2007. )
- Антологија афоризма за децу и младе (афоризми, Београд 2007. )
- Дриблинг духа (афоризми, Београд 2007. )
- Мушке приче (сатиричние приче, Београд 2007. )
- Од Страдије до Страдије (критике и афоризми, Београд 2007. )
- Нашите пријатели - афористичари из Србије, Црне Горе и Републике Српске (афоризми, Република Македонија, Скопље 2007. )
- Доктори сатире и архитекте карикатуре (афоризми и карикатуре, Србија, Јеж 2007. )
- Најкраће приче 2008 (приче, Београд 2008. )
- Приче за понети (приче, Београд 2008. )
- Антологија на балканскиот афоризам (афоризми, Београд 2008. )
- Најкраће приче 2009 (приче, Београд 2009. )
- Од приче до приче (приче, Београд 2009. )
- Дневник непристајања (афоризми, Београд 2009. )
- W krzywym zwierciadle (Београд, 2009. )
- Антология мудрости (афоризми, Русија, Москва 2010. )
- (афоризми, Румунија, Темишвар 2010. )
- Miedzy Ochryda a Bugeim - Од Охрида до Буга (антологија словенске уметности, Пољска 2011. )
- Antologija Srbskih aforizmov - Антологија српских афоризама (афоризми, Словенија, Трбовље 2011. )
- Наши дани - Антологија Југословенских дана хумора и сатире (антологија, Црна Гора, Пљевља 2011. )
- Сатира фест 2008-2010 (афоризми, Београдски афористичарски круг, Београд 2011. )
- Мудрост Европе - (Од Данте до Фројда ) (Русија, Москва 2011. )
- Afocalypse, antologia dell' aforisma serbo - Афокалипса, антологија српских афоризама (афоризми, Италија, Торино 2012. )[1][2]
- Лепеничко ђурђевдарје  (Зборник крагујевачких писаца, Крагујевац 2015.)[3]
- Humor and Nonviolent Struggle in Serbia - Ненасилна борба и хумор у Србији (српска сатира, Јањира Сомбатпонсири, Сједињене Америчке Државе , Њујорк 2015.)[4]

### Рецензија
- Вођа други пут - Драган Рајичић (сатиричне приче, Крагујевац 1996. )
- Буте, Брате - Раде Ђерговић (афоризми, Шабац 2003. )
- Преоравања - Голуб Лазаревић (афоризми, Крагујевац 2008. )
- - Слободан Срдић (карикатуре, Београд 2008. )
- Имагинарна гранца лимба - Душан Богдановић (књига прича, Крагујевац 2009. )
- Водич за мазохисте - Драган Рајичић (афоризми, Београд 2011. )
- Мозгањања - Марко Миљковић (афоризми, Крагујевац 2021. )

### Илустрације
- Чувари осмеха (књига песама за децу, Крагујевац 1997. )

### Књиге
- Маске Ликују (афоризми, Београд 1997. )
- Кинеска Креда (приче, Београд 2007. )
- Фундаментално Дно (афоризми, Београд 2009. )
- Четири аса (награђене сатире и карикатуре, Крагујевац 2016. )